# La torre di Babele (opera)
La torre di Babele, Op. 80 è un'opera in un atto di Anton Grigor'evič Rubinštejn su libretto di Julius Rodenberg, basato sul racconto della torre di Babele contenuto nella Genesi.

## Storia della composizione
La torre di Babele fu composta tra il 1868 ed il 1869. Il termine "opera sacra" (geistliche Oper in tedesco) fu coniato da Rubinštejn per indicare opere messe in scena con "l'uso di cori polifonici ed uno stile sobrio ed edificante basato su una 'declamazione esaltata'". Il compositore aveva sperato invano in una prima a Berlino: essa ebbe luogo infatti a Königsberg il 9 febbraio 1870, ma si consolò con la seconda rappresentazione del lavoro, che avvenne a Vienna il 20 febbraio 1870 (a cui fu presente anche Johannes Brahms), dopo la quale scrisse che era stato "brillantemente eseguito e molto ben accolto dal pubblico".

## Trama
L'azione si svolge presso la torre di Babele in costruzione.
Nimrod ed il suo capomastro esultano per l'imminente successo del loro progetto di raggiungere il Cielo costruendo una torre. Abramo li rimprovera e viene gettato in una fornace ardente per ordine di Nimrod. Mentre gli operai lodano Baal, gli angeli scendono dai cieli e distruggono la torre, generando la confusione di Nimrod e di tutti i presenti. Sia gli angeli che i demoni rivendicano la vittoria.
La distruzione della torre viene resa con l'uso di passaggi discordanti dell'orchestra e con il coro che inizia a cantare in tre lingue diverse. La durata dell'opera è di circa 45 minuti.